# Troy Southgate
Troy Southgate (nacido el 22 de julio de 1965) es un teólogo, historiador, músico y activista político británico de extrema derecha y se describe a sí mismo como nacionalanarquista, un ideario de extrema derecha fundado por él, la cual mezcla elementos del tradicionalismo con el anarquismo. Ha estado afiliado a grupos de extrema derecha y neofascistas, como el Frente Nacional y es el fundador y editor en jefe de la editorial Black Front Press. El movimiento de Southgate ha sido descrito como un movimiento que trabaja para ""explotar una contracultura floreciente de música heavy metal, paganismo, esoterismo, ocultismo y satanismo que, según cree, tiene la clave para la revitalización espiritual de la sociedad occidental lista para una revuelta del estilo evolista contra el fuerzas culturales y de raza del capitalismo global estadounidense".

## Activismo de extrema derecha
Southgate se unió al Frente Nacional en 1984 y comenzó a escribir para publicaciones como National Front News y Nationalism Today. Según la revista Searchlight, en 1987 se unió a la Sociedad de San Pío X (SSPX).
En 1998, después de apostatar del cristianismo, él y otros miembros de ENM fundaron el National Revolutionary Faction. En 2001, Southgate y la NRF fueron objeto de un artículo del Sunday Telegraph, en el que la NRF fue acusada de ser una organización neonazi que se infiltraba en grupos de derechos de los animales para difundir el fascismo.
La ideología nacionalanarquista de Southgate ha sido descrita como una apropiación oportunista de aspectos de la contracultura de izquierda al servicio de un pensamiento racista de derecha.

## Escritos
- The Meaning of Nationalism (Dover, Kent: Rising Press 1992).
- Manifesto of the European Liberation Front (London: Rising Press 1999).
- Tradition & Revolution (2010)
- National Anarchism: A Reader  (editor, 2010)